# Isaac Luria
El gran rabino otomano Isaac ben Solomon Ashkenazi Luria (Jerusalén 1534 -Safed 1572), fue un rabino y cabalista, es considerado como un pensador grande y célebre del misticismo judío. El rabino Isaac Luria fue un miembro prominente de la escuela de Safed. El rabino es también conocido con el seudónimo de Ari HaKadosh (el santo león).

## Biografía

### Primeros años
Isaac Lúria nació en la ciudad santa de Jerusalén, donde su padre, un judío asquenazí de la Europa central, había emigrado tras casarse con una judía sefardí. Después de la muerte prematura de su padre, el joven Isaac fue educado por su madre, que emigró al país de Egipto donde su hermano, Mordejai, un rico comerciante, se había instalado.
Sin embargo, la tradición oral sitúa su llegada a la casa de su tío en la edad de siete años. Lúria estudió en bajo la dirección de David ben Solomon ibn Abi Zimra (el Radbaz). Isaac se mostró excepcionalmente dotado, cubriendo sus necesidades gracias al comercio y los negocios.
Con 15 años se casó con la hija de su tío, los recién casados se retiraron a una isla desierta en el río Nilo que pertenecía a su tío y suegro. Isaac Lúria se consagró principalmente al estudio del sagrado libro del Zohar y en obras cabalísticas anteriores, llevó una vida ascética y empezó a tener visiones.

### Vida en Safed
En 1569, siguiendo una llamada anterior, se instaló en Safed. Disfrutando rápidamente de una gran reputación de poeta místico, empezó a enseñar la Cábala en la academia y a predicar en la sinagoga.  Se interesó especialmente en las ideas del rabino Moisés Cordovero, y estudió la Cábala con él hasta la muerte del tzadik.
El Arizal murió en la ciudad santa de Safed, durante una epidemia, dos años después. Isaac Lúria fue extremadamente reverenciado, sus discípulos afirmaban haber presenciado numerosos milagros, y le consideraban como un santo y un tzadik, (un término honorífico del judaísmo rabínico). Lúria organizó allí la vida de sus discípulos, quienes se establecieron en barrios aislados. La mañana del Shabat organizaba procesiones para recibir a la Reina del Shabat (en hebreo: שבת המלכה) (romanización: Shabat Ha-Malka). Después de éstas procesiones, Lúria daba por lo general explicaciones sobre su doctrina.

## Doctrina
Su concepción del Mundo estaba enormemente influenciada por las cuestiones que preocupaban a la comunidad de la época, traumatizada por las expulsiones de España y las acciones punitivas de la santa Inquisición. Isaac Lúria aportó explicaciones sorprendentes pero coherentes, y vislumbró el fin del sufrimiento del pueblo judío, lo que explica el éxito de sus tesis y la rapidez con la que estas se extendieron. Sobre las masacres, la muerte física no era más que una etapa y la vida de cada uno sobre la Tierra tenía un objetivo. El Arizal explicó que las faltas de los hombres manchan al Mesías judío y retrasan su venida. Posteriormente, un rito de purificación permitiría acelerarla. Pueden retenerse tres conceptos clave de su doctrina:
- El Tsimtsum: La retirada de Hashem (en hebreo: השם) de una parte del Mundo para dejar lugar a un vacío donde el Eterno, bendito sea, mediante un rayo, procederá a la Creación, alimentando a 10 recipientes llamados sefirot que serán la causa de la vida y la Creación.

- El Adam Kadmon. El hombre primordial. En la Cábala luriana, el Adam Kadmon tiene un elevado estado. El Adam Kadmon, el hombre original, es la síntesis del Árbol de la vida cabalístico que emana del Ein Sof. En la Cábala luriana, la descripción del Adam Kadmon es antropomórfica. No obstante, el Adam Kadmon es luz divina sin «recipientes», es decir, potencial puro. En la psique humana, el Adam Kadmon corresponde a la Yejidá, la esencia del alma humana. El Adam Kadmon es diferente del Adam HaRishon (el Adán físico).[8][9][10][11]

- La Shevirat Hakelim es la ruptura de los recipientes. El judaísmo jasídico establece que el intelecto, el comportamiento ético, la enseñanza y el aprendizaje de la santa Torá, representan a las kelim y deben ser apropiadas: La vida del judío místico se centra en encontrar las chispas dispersas en los comienzos de la creación, de esta manera se establece la importancia de las kelim para permitirles resistir la luz. La extensión de la enseñanza original de Shevirat Hakelim a las modalidades antes mencionadas en la vida del judío, nos permite considerar que la verdad permanece incluso siendo "observada desde diferentes perspectivas".